# BusinessEurope
BusinessEurope Konfederacja Europejskiego Biznesu (zwana dawniej UNICE, zmiana nazwy nastąpiła w styczniu 2007 r.) – stowarzyszenie przedsiębiorców i pracodawców z siedzibą w Brukseli założone w 1958 r.
W 2008 roku BusinessEurope obchodziło 50. rocznicę istnienia, ma 39 członków z 34 krajów, wliczając w to kraje Unii Europejskiej, Europejskiego Obszaru Gospodarczego i niektóre kraje Europy Środkowo-Wschodniej.

## Historia
Po drugiej wojnie światowej, istniała fundamentalna potrzeba odbudowy i współpracy w zakresie rozwoju gospodarczego na kontynencie europejskim. Jedną z organizacji, które powstały w tym okresie było założenie w 1949 Conseil des Fédérations Industrielles d'Europe (CIFE), a w tej organizacyjnej strukturze Union des Industries des pays de la Communauté européenne, założonej przez przemysłowe federacje z sześciu państw członkowskich Europejskiej Wspólnoty Węgla i Stali. Unia ta w sposób naturalny stała się związkiem przemysłowców europejskich Union des Industries de la Communauté européenne (UNICE) założonym w marcu 1958 r. by śledzić polityczne konsekwencje Traktatu Rzymskiego.
Założyciele UNICE to sześć krajów reprezentowanych przez osiem federacji: BDI i BDA (Niemcy), CNPF (Francja), Confindustria (Włochy), FEDIL (Luksemburg), FIB (Belgia), VNO i FKPCWV (Holandia). Grecka federacja Greek Industries została przyjęta jako członek korespondent.
W chwili powstania organizacja liczyła 7 kierowników i 7 pracowników pracujących pod nadzorem Sekretarza Generalnego, H.M Claessensa i pierwszego Prezydenta, Léona Bekaerta. Działało 11 Komisji i 12 grup roboczych. W 2007 roku tuż przed 50. urodzinami, organizacja zmieniła nazwę na BusinessEurope Konfederacja Europejskiego Biznesu, podkreślając zakres i obszar swojej działalności.
Podstawowe motywy i priorytety działania przez BusinessEurope pozostały niezmienione przez ponad czterdzieści lat i obejmują jednoczenie federacje przemysłowe, wzmacnianie solidarności między nimi; spełnianie roli rzecznika w stosunku do instytucji europejskich. BusinessEurope dąży do stałej współpracy z oficjalnymi instytucjami, studiuje bieżące problemy, i uzgadnia wspólne stanowiska zawsze na poziomie ogólnym, horyzontalnym. BusinessEurope nie był nigdy organizacją sektorową.

## Prezydenci organizacji
| Lata prezydentury | Imię i nazwisko    | Kraj            |
| ----------------- | ------------------ | --------------- |
| 1958–1961         | Léon Bekaert       | Belgia          |
| 1961–1962         | Georges Villiers   | Francja         |
| 1962–1967         | H.J de Koster      | Holandia        |
| 1967–1971         | Fritz Berg         | Niemcy          |
| 1971–1975         | Paul Huvelin       | Francja         |
| 1975–1980         | Pol Provost        | Belgia          |
| 1981–1983         | Guido Carli        | Włochy          |
| 1984–1986         | Ray Pennock        | Wielka Brytania |
| 1986–1990         | Karl-Gustav Ratjen | Niemcy          |
| 1990–1994         | Carlos Ferrer      | Hiszpania       |
| 1994–1998         | François Perigot   | Francja         |
| 1998–2003         | Georges Jacobs     | Belgia          |
| 2003–2005         | Jürgen F. Strube   | Niemcy          |
| 2005–2009         | E.-A. Seillière    | Francja         |
| 2009–2013         | J.R. Thumann       | Niemcy          |
| 2013–2018         | Emma Marcegaglia   | Włochy          |
| od 2018           | Pierre Gattaz      | Francja         |

## W Polsce
Jedynym polskim członkiem BusinessEurope jest Konfederacja Lewiatan. 1 lipca 2005 ówczesna prezydent Lewiatana Henryka Bochniarz została wiceprezydentem BusinessEurope.